# NOP58
La proteína nucleolar 58 es una proteína que en humanos está codificada por el gen NOP58. La proteína codificada por este gen es un componente central de las ribonucleoproteínas nucleolares pequeñas de la caja C / D. Algunos ARN nucleolares pequeños (snoARN) de la caja C / D, como U3, U8 y U14, dependen de la proteína codificada para su síntesis. Esta proteína está SUMOilada, que es necesaria para la unión de alta afinidad a los snoRNA.